# Sarnico
Sarnico es una localidad y comune italiana de la provincia de Bérgamo, región de Lombardía, con 6.700 habitantes.

## Evolución demográfica
| Gráfica de evolución demográfica de Sarnico entre 1861 y 2018 |
|                                                               |
| Fuente ISTAT - elaboración gráfica de Wikipedia               |